# واتسرات
واتسرات (به آلمانی: Watzerath) یک شهر در آلمان است که در بیتبورگ-پروم واقع شده‌است.